# Мансер, Бруно
Бруно Мансер (нем. Bruno Manser; 25 августа 1954, Базель, Швейцария — 10 марта 2005) — активист энвайронментализма. Получил известность из-за своей деятельности по сохранению джунглей и защите аборигенов.

## Жизнь средидаяков
Мансер жил с 1984 по 1990 годы в племени Пенан (даякское племя на Сараваке) недалеко от границы с Индонезией. Он преимущественно жил с кочевнической группой Алонг Сега. Его дневники были опубликованы в Швейцарии и имели большой успех. Однако правительство Малайзии объявило Мансера персоной нон грата.

## Деятельность
Мансер активно боролся за сохранение природы и образа жизни даяков на Сараваке. Он является автором ряда публикаций и писем протеста в международные организации.

## Исчезновение
Последний раз Мансера видели в мае 2000 в удалённой деревне Барео на Сараваке около индонезийской границы. Отсюда он послал по интернету письмо своей девушке по возвращении из племени Пенан. Многие считают его погибшим.
Даяки племени Пенан его особо почитают и считают его «Лакеи Пенан» (пенанский человек). Правительство обвинило Мансера в организации блокады доставок древесины с лесозаготовок, ради которой он объединил множество даяков. Мансер написал ряд протестов в Токио и Европу по поводу антигуманности заготовок древесины в тропических лесах.
Экспедиции по его поискам окончились безрезультатно, гражданский суд в Базеле 10 марта 2005 постановил считать его погибшим.
Мансер выдвигал обвинения в адрес правительства Саравака и лесозаготовительных компаний, в частности — Самлинг Плайвуд. Однако подозрения о причастности данных компаний к смерти Мансера не были доказаны.

## Фильмы
- SAGO — A Film by Bruno Manser (1997), документальный фильм о культуре племени Пенан
- Blowpipes against Bulldozers, (1988) ,
- Tong Tana — En resa till Borneos inre, (1989)  and
- Tong Tana 2, (2001) .
- Bruno Manser — Laki Penan was published in April 2007 .